# Puchar Panamerykański w Piłce Siatkowej Mężczyzn 2016
Puchar Panamerykański w Piłce Siatkowej Mężczyzn 2016 – odbył się w mieście Meksyk w Meksyku w dniach 21-26 maja 2016 roku. Była to jedenasta edycja turnieju. Wzięło w nim udział 10 zespołów z dwóch konfederacji.

## System rozgrywek
XI Puchar Panamerykański w Piłce Siatkowej Mężczyzn rozgrywany był według poniższego systemu
- W zawodach brało udział 10 zespołów.
- Zespoły zostały podzielone na trzy grupy, w grupach rozgrywki odbywają się systemem "każdy z każdym".
- Przy ustalaniu kolejności zespołów w tabeli decydują: punkty i liczba meczów wygranych, współczynnik punktowy (iloraz punktów zdobytych do straconych), współczynnik setowy (iloraz setów zdobytych do straconych).
- Drużyny z pierwszych miejsc w grupie automatycznie awansują do półfinału, drużyny z miejsc drugiego i trzeciego muszą rozegrać dodatkowy mecz o wejście do półfinału.

## Drużyny uczestniczące
| Grupa A                            | Grupa B               | Grupa C                            |
| ---------------------------------- | --------------------- | ---------------------------------- |
| Chile Dominikana Stany Zjednoczone | Kanada Kostaryka Kuba | Argentyna Kolumbia Honduras Meksyk |

## Faza grupowa
awans do półfinału
     awans do ćwierćfinału
     mecze o miejsca 7-10

### Grupa A
Tabela
| Lp. | Drużyna           | Mecze | Mecze | Mecze | Pkt | Małe punkty | Małe punkty | Małe punkty | Sety | Sety | Sety  |
| Lp. | Drużyna           | M     | W     | P     | Pkt | zdob.       | str.        | ratio       | wyg. | prz. | ratio |
| --- | ----------------- | ----- | ----- | ----- | --- | ----------- | ----------- | ----------- | ---- | ---- | ----- |
| 1   | Stany Zjednoczone | 2     | 2     | 0     | 8   | 193         | 167         | 1.156       | 6    | 2    | 3.000 |
| 2   | Dominikana        | 2     | 1     | 1     | 5   | 182         | 193         | 0.943       | 4    | 4    | 1.000 |
| 3   | Chile             | 2     | 0     | 2     | 2   | 171         | 186         | 0.919       | 2    | 6    | 0.333 |

Źródło: NORCECA
Punktacja: 3:0 – 5 pkt, 3:1 – 4 pkt, 3:2 – 3 pkt, 2:3 – 2 pkt, 1:3 – 1 pkt, 0:3 – 0 pkt
Zasady ustalania kolejności: 1. liczba zwycięstw, 2. liczba punktów, 3. stosunek małych punktów, 4. stosunek setów, 5. bilans w bezpośrednich meczach
Wyniki
| Data  | Godz. | Drużyna 1         | Wynik | Drużyna 2         | 1     | 2     | 3     | 4     | 5 | Widzów | * |
| ----- | ----- | ----------------- | ----- | ----------------- | ----- | ----- | ----- | ----- | - | ------ | - |
| 21.05 | 14:00 | Stany Zjednoczone | 3:1   | Chile             | 25:17 | 17:25 | 25:15 | 25:22 |   | 1400   |   |
| 22.05 | 14:00 | Chile             | 1:3   | Dominikana        | 20:25 | 25:18 | 24:26 | 23:25 |   | 900    |   |
| 23.05 | 16:00 | Dominikana        | 1:3   | Stany Zjednoczone | 20:25 | 23:25 | 28:26 | 17:25 |   | 1500   |   |

### Grupa B
Tabela
| Lp. | Drużyna   | Mecze | Mecze | Mecze | Pkt | Małe punkty | Małe punkty | Małe punkty | Sety | Sety | Sety  |
| Lp. | Drużyna   | M     | W     | P     | Pkt | zdob.       | str.        | ratio       | wyg. | prz. | ratio |
| --- | --------- | ----- | ----- | ----- | --- | ----------- | ----------- | ----------- | ---- | ---- | ----- |
| 1   | Kuba      | 2     | 2     | 0     | 8   | 183         | 146         | 1.253       | 6    | 2    | 3.000 |
| 2   | Kanada    | 2     | 1     | 1     | 7   | 176         | 147         | 1.197       | 5    | 3    | 1.667 |
| 3   | Kostaryka | 2     | 0     | 2     | 0   | 84          | 150         | 0.560       | 0    | 6    | 0.000 |

Źródło: NORCECA
Punktacja: 3:0 – 5 pkt, 3:1 – 4 pkt, 3:2 – 3 pkt, 2:3 – 2 pkt, 1:3 – 1 pkt, 0:3 – 0 pkt
Zasady ustalania kolejności: 1. liczba zwycięstw, 2. liczba punktów, 3. stosunek małych punktów, 4. stosunek setów, 5. bilans w bezpośrednich meczach
Wyniki
| Data  | Godz. | Drużyna 1 | Wynik | Drużyna 2 | 1     | 2     | 3     | 4     | 5     | Widzów | * |
| ----- | ----- | --------- | ----- | --------- | ----- | ----- | ----- | ----- | ----- | ------ | - |
| 21.05 | 18:00 | Kostaryka | 0:3   | Kanada    | 15:25 | 13:25 | 11:25 |       |       | 1700   |   |
| 22.05 | 14:00 | Kuba      | 3:0   | Kostaryka | 25:11 | 25:16 | 25:18 |       |       | 1800   |   |
| 23.05 | 18:00 | Kanada    | 2:3   | Kuba      | 25:20 | 17:25 | 21:25 | 25:23 | 13:15 | 2500   |   |

### Grupa C
Tabela
| Lp. | Drużyna   | Mecze | Mecze | Mecze | Pkt | Małe punkty | Małe punkty | Małe punkty | Sety | Sety | Sety  |
| Lp. | Drużyna   | M     | W     | P     | Pkt | zdob.       | str.        | ratio       | wyg. | prz. | ratio |
| --- | --------- | ----- | ----- | ----- | --- | ----------- | ----------- | ----------- | ---- | ---- | ----- |
| 1   | Argentyna | 3     | 3     | 0     | 14  | 251         | 192         | 1.307       | 9    | 1    | 9.000 |
| 2   | Meksyk    | 3     | 2     | 1     | 9   | 284         | 270         | 1.052       | 7    | 5    | 1.400 |
| 3   | Kolumbia  | 3     | 1     | 2     | 7   | 248         | 258         | 0.961       | 5    | 6    | 0.833 |
| 4   | Honduras  | 3     | 0     | 3     | 0   | 162         | 225         | 0.720       | 0    | 9    | 0.000 |

Źródło: NORCECA
Punktacja: 3:0 – 5 pkt, 3:1 – 4 pkt, 3:2 – 3 pkt, 2:3 – 2 pkt, 1:3 – 1 pkt, 0:3 – 0 pkt
Zasady ustalania kolejności: 1. liczba zwycięstw, 2. liczba punktów, 3. stosunek małych punktów, 4. stosunek setów, 5. bilans w bezpośrednich meczach
Wyniki
| Data  | Godz. | Drużyna 1 | Wynik | Drużyna 2 | 1     | 2     | 3     | 4     | 5     | Widzów | * |
| ----- | ----- | --------- | ----- | --------- | ----- | ----- | ----- | ----- | ----- | ------ | - |
| 21.05 | 16:00 | Argentyna | 3:0   | Kolumbia  | 25:16 | 25:20 | 25:22 |       |       | 2000   |   |
| 21.05 | 20:00 | Meksyk    | 3:0   | Honduras  | 25:17 | 25:15 | 25:22 |       |       | 2100   |   |
| 22.05 | 16:00 | Honduras  | 0:3   | Argentyna | 10:25 | 19:25 | 16:25 |       |       | 1700   |   |
| 22.05 | 20:00 | Meksyk    | 3:2   | Kolumbia  | 32:30 | 25:20 | 25:27 | 23:25 | 15:13 | 3000   |   |
| 23.05 | 14:00 | Kolumbia  | 3:0   | Honduras  | 25:22 | 25:20 | 25:21 |       |       | 150    |   |
| 23.05 | 20:00 | Meksyk    | 1:3   | Argentyna | 18:25 | 21:25 | 28:26 | 22:25 |       | 3000   |   |

## Faza pucharowa

### Mecze o miejsca 7-10
| Data  | Godz. | Drużyna 1 | Wynik | Drużyna 2 | 1     | 2     | 3     | 4 | 5 | Widzów | * |
| ----- | ----- | --------- | ----- | --------- | ----- | ----- | ----- | - | - | ------ | - |
| 24.05 | 14:00 | Kolumbia  | 3:0   | Węgry     | 25:23 | 25:21 | 25:21 |   |   | 150    |   |
| 24.05 | 16:00 | Chile     | 3:0   | Kostaryka | 25:15 | 25:18 | 25:23 |   |   | 250    |   |

### Mecz o 9. miejsce
| Data  | Godz. | Drużyna 1 | Wynik | Drużyna 2 | 1     | 2     | 3     | 4     | 5     | Widzów | * |
| ----- | ----- | --------- | ----- | --------- | ----- | ----- | ----- | ----- | ----- | ------ | - |
| 25.05 | 14:00 | Węgry     | 2:3   | Kostaryka | 21:25 | 27:25 | 25:20 | 26:28 | 11:15 | 120    |   |

### Mecz o 7. miejsce
| Data  | Godz. | Drużyna 1 | Wynik | Drużyna 2 | 1     | 2     | 3     | 4 | 5 | Widzów | * |
| ----- | ----- | --------- | ----- | --------- | ----- | ----- | ----- | - | - | ------ | - |
| 25.05 | 16:00 | Kolumbia  | 0:3   | Chile     | 19:25 | 19:25 | 22:25 |   |   | 800    |   |

### Mecz o 5. miejsce
| Data  | Godz. | Drużyna 1  | Wynik | Drużyna 2         | 1     | 2     | 3     | 4 | 5 | Widzów | * |
| ----- | ----- | ---------- | ----- | ----------------- | ----- | ----- | ----- | - | - | ------ | - |
| 26.05 | 16:00 | Dominikana | 0:3   | Stany Zjednoczone | 22:25 | 15:25 | 14:25 |   |   | 1200   |   |

### Mecze o miejsca 1-8
|  |              |                   |              |    |           |           |           |           |    |           |       |       |       |
|  | Ćwierćfinały | Ćwierćfinały      | Ćwierćfinały |    |           | Półfinały | Półfinały | Półfinały |    |           | Finał | Finał | Finał |
|  | Ćwierćfinały | Ćwierćfinały      | Ćwierćfinały |    |           | Półfinały | Półfinały | Półfinały |    |           | Finał | Finał | Finał |
|  |              |                   |              |    |           |           |           |           |    |           |       |       |       |
|  |              |                   |              |    |           |           |           |           |    |           |       |       |       |
|  |              |                   |              | C1 | Argentyna | 3         |           |           |    |           |       |       |       |
|  |              |                   |              | C1 | Argentyna | 3         |           |           |    |           |       |       |       |
|  | A1           | Stany Zjednoczone | 1            |    |           | B2        | Kanada    | 1         |    |           |       |       |       |
|  | A1           | Stany Zjednoczone | 1            |    |           | B2        | Kanada    | 1         |    |           |       |       |       |
|  | B2           | Kanada            | 3            |    |           |           |           |           | C1 | Argentyna | 2     |       |       |
|  | B2           | Kanada            | 3            |    |           |           |           |           | C1 | Argentyna | 2     |       |       |
|  |              |                   |              |    |           | B1        | Kuba      | 3         |    |           |       |       |       |
|  |              |                   |              |    |           | B1        | Kuba      | 3         |    |           |       |       |       |
|  |              |                   |              | B1 | Kuba      | 3         |           |           |    |           |       |       |       |
|  |              |                   |              | B1 | Kuba      | 3         |           |           |    |           |       |       |       |
|  | C2           | Meksyk            | 3            |    |           | C2        | Meksyk    | 1         |    |           |       |       |       |
|  | C2           | Meksyk            | 3            |    |           | C2        | Meksyk    | 1         |    |           |       |       |       |
|  | A2           | Dominikana        | 0            |    |           |           |           |           |    |           |       |       |       |
|  | A2           | Dominikana        | 0            |    |           |           |           |           |    |           |       |       |       |

### Ćwierćfinały
| Data  | Godz. | Drużyna 1         | Wynik | Drużyna 2  | 1     | 2     | 3     | 4     | 5 | Widzów | * |
| ----- | ----- | ----------------- | ----- | ---------- | ----- | ----- | ----- | ----- | - | ------ | - |
| 24.05 | 18:00 | Stany Zjednoczone | 1:3   | Kanada     | 24:26 | 28:26 | 19:25 | 29:31 |   | 1000   |   |
| 24.05 | 20:00 | Meksyk            | 3:0   | Dominikana | 25:22 | 25:19 | 28:26 |       |   | 2000   |   |

### Półfinały
| Data  | Godz. | Drużyna 1 | Wynik | Drużyna 2 | 1     | 2     | 3     | 4     | 5 | Widzów | * |
| ----- | ----- | --------- | ----- | --------- | ----- | ----- | ----- | ----- | - | ------ | - |
| 25.05 | 18:00 | Argentyna | 3:1   | Kanada    | 34:32 | 24:26 | 25:22 | 25:22 |   | 2800   |   |
| 25.05 | 20:00 | Kuba      | 3:1   | Meksyk    | 25:21 | 26:28 | 25:14 | 25:18 |   | 3500   |   |

### Mecz o 3. miejsce
| Data  | Godz. | Drużyna 1 | Wynik | Drużyna 2 | 1     | 2     | 3     | 4 | 5 | Widzów | * |
| ----- | ----- | --------- | ----- | --------- | ----- | ----- | ----- | - | - | ------ | - |
| 26.05 | 18:00 | Meksyk    | 0:3   | Kanada    | 20:25 | 20:25 | 27:29 |   |   | 3500   |   |

### Finał
| Data  | Godz. | Drużyna 1 | Wynik | Drużyna 2 | 1     | 2     | 3     | 4     | 5     | Widzów | * |
| ----- | ----- | --------- | ----- | --------- | ----- | ----- | ----- | ----- | ----- | ------ | - |
| 26.05 | 20:00 | Kuba      | 3:2   | Argentyna | 30:32 | 20:25 | 25:23 | 25:18 | 19:17 | 4000   |   |

## Nagrody indywidualne
| MVP                     | Najlepszy punktujący | Najlepszy atakujący | Najlepsi środkowi       | Najlepszy zagrywający | Najlepszy rozgrywający | Najlepsi skrzydłowi               | Najlepszy libero | Najlepszy broniący | Najlepszy przyjmujący |
| ----------------------- | -------------------- | ------------------- | ----------------------- | --------------------- | ---------------------- | --------------------------------- | ---------------- | ------------------ | --------------------- |
| Abrahan Alfonso Gavilán | Jorge Barajas        | Henry Tapia         | Fabián Flores Luis Sosa | Gregory Petty         | Matías Sánchez         | Jorge Barajas Vicente Parraguirre | Santiago Danani  | Santiago Danani    | Santiago Danani       |

## Klasyfikacja końcowa
| Miejsce | Reprezentacja     |
| ------- | ----------------- |
| złoto   | Kuba              |
| srebro  | Argentyna         |
| brąz    | Kanada            |
| 4       | Meksyk            |
| 5       | Stany Zjednoczone |
| 6       | Dominikana        |
| 7       | Chile             |
| 8       | Kolumbia          |
| 9       | Kostaryka         |
| 10      | Honduras          |